# Рота (фільм)
«Ро́та» (фр. La Bandera) — французький фільм 1935 року, поставлений режисером Жульєном Дювів'є за однойменним романом 1931 року П'єра Мак-Орлана.
У перекладі назви російською відомий як «Батальон под знаменем» (укр. Батальйон під прапором).

## Сюжет
Убивши людину на вулиці Сен-Венсан в Парижі, П'єр Жильєт (Жан Габен) покидає батьківщину та від'їжджає у Барселону. Обібраний до нитки шахраями, помираючи з голоду, він записується до Іспанського легіону, де зустрічає двох земляків: Муло і Лукаса. П'єр намагається забути про свій злочин, але дуже скоро виявляє, що дружба Лукаса зовсім не безкорислива. Той приховував, що насправді працює в поліції.
У Марокко Жильєт закохується в танцівницю з борделя Аїшу Ля Слауї (Аннабелла) і гине разом з товаришами на нездійсненному завданні із захисту Рифа. Поліцейський один залишається живим.

## У ролях
| • Жан Габен      | … | П'єр Жильєт         |
| • Аннабелла      | … | Аїша Ля Слауї       |
| • Марго Ліон     | … | «Дошка»             |
| • Робер Ле Віган | … | Фернандо Лукас      |
| • Вівіан Романс  | … | дівчина в Барселоні |
| • П'єр Ренуар    | … | капітан Веллер      |
| • Гастон Модо    | … | солдат Мюллер       |
| • Раймон Емос    | … | Марсель Міло        |
| • Шарль Гранваль | … | Сеговіан            |
| • Рен Полє       | … | Росіта              |

## Знімальна група
- Автор сценарію — Жульєн Дювів'є, Шарль Спаак за романом «Рота» (фр. La Bandera) П'єра Мак-Орлана (1931)
- Режисер-постановник — Жульєн Дювів'є
- Продюсер — Андре Ґарґур
- Оператор-постановник — Жуль Крюжер
- Композитори — Жан Вінер, Ролан Манюель
- Монтаж — Марта Понсен
- Художник-постановник — Жак Краусс
- Звук — Жорж Герардо, Марсель Петьо, Робер Тьєсейр
- Асистенти режисера — Єсус Кастро Бланко, Робер Верне
- Асистент оператора — Марк Фоссар